# Gossia dallachiana
Gossia dallachiana là một loài thực vật có hoa trong Họ Đào kim nương. Loài này được (F. Muell. ex Benth.) N.W. Snow & Guymer mô tả khoa học đầu tiên năm 2003.